# Berberis lamondiae
Berberis lamondiae är en berberisväxtart som beskrevs av K. Browicz och J. Zielinski. Berberis lamondiae ingår i släktet berberisar, och familjen berberisväxter. Inga underarter finns listade i Catalogue of Life.